# Vendeville
Vendeville település Franciaországban, Nord megyében. Lakosainak száma 1615 fő (2022. január 1.). Vendeville Avelin, Faches-Thumesnil, Fretin, Lesquin és Templemars községekkel határos.

## Népesség
A település népessége az elmúlt években az alábbi módon változott:
| Lakosok száma | 1692 | 1649 | 1650 | 1606 | 1584 | 1564 | 1548 | 1546 | 1615 |
|               | 2013 | 2015 | 2016 | 2017 | 2018 | 2019 | 2020 | 2021 | 2022 |